# Saint-Martin-le-Bouillant
Saint-Martin-le-Bouillant är en kommun i departementet Manche i regionen Normandie i norra Frankrike. Kommunen ligger i kantonen Saint-Pois som tillhör arrondissementet Avranches. År 2022 hade Saint-Martin-le-Bouillant 312 invånare.

## Befolkningsutveckling
Antalet invånare i kommunen Saint-Martin-le-Bouillant
| Referens: INSEE |